# Campeonato Mundial de Ginástica Artística de 1978
O XIX Campeonato Mundial de Ginástica Artística transcorreu entre os dias 23 e 29 de outubro de 1978, na cidade de Estrasburgo, França.

## Eventos
- Individual geral masculino
- Equipes masculino
- Solo masculino
- Barra fixa
- Barras paralelas
- Cavalo com alças
- Argolas
- Salto sobre a mesa masculino
- Individual geral feminino
- Equipes feminino
- Trave
- Solo feminino
- Barras assimétricas
- Salto sobre a mesa feminino

## Medalhistas
Masculino
| Evento           | Ouro | Prata | Bronze |
| Equipes          | Eizo Kenmotsu · Shigeru Kasamatsu · Hiroshi Kajiyama · Junishi Shimizu · Mitsuo Tsukahara · Shonzo Shiraishi · Japão · (579,850) | Nikolai Andrianov · Alexander Ditjatin · Alexander Tkatchev · Kryssin · Eduard Azaryan · Vladimir Markelov · União Soviética · (578,950) | Roland Brückner · Michael Nikolay · Ralph Bärthel · Reinhard Rückriem · Lutz Mack · Ralf-Peter Hemmann · Alemanha Oriental · (571,750) |
| Individual geral | Nikolai Andrianov · União Soviética · (117,200)                                                                                  | Eizo Kenmotsu · Japão · (115,550) | Alexander Dityatin · União Soviética · (116,375)                                                                                       |
| Salto            | Junichi Shimizu · Japão · (19,600)                                                                                               | Nikolai Andrianov · União Soviética · (19,575)                                                                                           | Ralph Baerthel · Alemanha Oriental · (19,550)                                                                                          |
| Solo             | Kurt Thomas · Estados Unidos · (19,650)                                                                                          | Shigeru Kasamatsu · Japão · (19,575) | Alexander Dityatin · União Soviética · (19,400)                                                                                        |
| Cavalo com alças | Zoltan Magyar · Hungria · (19,575)                                                                                               | Eberhard Gienger · Alemanha Ocidental · (19,425)                                                                                         | Stojan Deltchev · Bulgária · (19,400)                                                                                                  |
| Barras paralelas | Eizo Kenmotsu · Japão · (19,650)                                                                                                 | Hiroshi Kajiyama · Japão · Nikolai Andrianov · União Soviética · (19,425)                                                                | nenhum |
| Argolas          | Nikolai Andrianov · União Soviética · (19,700)                                                                                   | Alexander Dityatin · União Soviética · (19,675)                                                                                          | Danut Grecu · Roménia · (19,650) |
| Barra fixa       | Shigeru Kasamatsu · Japão · (19,675)                                                                                             | Eberhard Gienger · Alemanha Ocidental · (19,650)                                                                                         | Stojan Deltchev · Bulgária · Gennady Krysin · União Soviética · (19,600)                                                               |

Feminino
| Evento              | Ouro | Prata | Bronze |
| Equipes             | Maria Filatova · Natalia Shaposhnikova · Elena Mukhina · Nellie Kim · Svetlana Agapova · Tatiana Arzhannikova · União Soviética · (388,750) | Nadia Comaneci · Emilia Eberle · Marilena Neacşu · Teodora Ungureanu · Anca Grigoras · Marilena Vladarau · Roménia · (371,855) | Steffi Kräker · Silvia Hindorff · Birgit Süß · Heike Kunhardt · Karola Sube · Ute Wittwer · Alemanha Oriental · (382,250) |
| Individual geral    | Elena Mukhina · União Soviética · (78,725)                                                                                                  | Nellie Kim · União Soviética · (78,575)                                                                                        | Natalia Shaposhnikova · União Soviética · (77,875)                                                                        |
| Salto               | Nellie Kim · União Soviética · (19,625) | Nadia Comaneci · Roménia · (19,600)                                                                                            | Steffi Kräker · Alemanha Oriental · (19,550)                                                                              |
| Solo                | Elena Mukhina · Nellie Kim · União Soviética · (19,775)                                                                                     | nenhum | Kathy Johnson · Estados Unidos · Emilia Eberle · Roménia · (19,525)                                                       |
| Trave               | Nadia Comaneci · Roménia · (19,625) | Elena Mukhina · União Soviética · (19,600)                                                                                     | Emilia Eberle · Roménia · (19,575)                                                                                        |
| Barras assimétricas | Marcia Frederick · Estados Unidos · (19,800)                                                                                                | Elena Mukhina · União Soviética · (19,725)                                                                                     | Emilia Eberle · Roménia · (19,625)                                                                                        |

## Quadro de medalhas
| Ordem | País              | Medalha de ouro | Medalha de prata | Medalha de bronze |    |
| ----- | ----------------- | --------------- | ---------------- | ----------------- | -- |
| 1     | União Soviética   | 7               | 7                | 4                 | 18 |
| 2     | Japão             | 4               | 3                |                   | 7  |
| 3     | Estados Unidos    | 2               |                  | 1                 | 3  |
| 4     | Roménia           | 1               | 2                | 4                 | 7  |
| 5     | Hungria           | 1               |                  |                   | 1  |
| 6     | Alemanha          |                 | 2                |                   | 2  |
| 7     | Alemanha Oriental |                 |                  | 4                 | 4  |
| 8     | Bulgária          |                 |                  | 2                 | 2  |
| TOTAL | TOTAL             | 15              | 14               | 15                | 44 |